# Ernest Laverdure
Ernest Laverdure est un personnage de fiction, créé par le scénariste Jean-Michel Charlier et le dessinateur Albert Uderzo. Pilote de chasse dans l'armée française, il est l'inséparable compagnon de Michel Tanguy. Tous deux apparaissent dans la série de bande dessinée Les Aventures de Tanguy et Laverdure. Il est incarné à l'écran par l'acteur Christian Marin, puis par Thierry Redler.

## Caractère
Le caractère d'Ernest Laverdure se situe aux antipodes de celui de son ami inséparable, Michel Tanguy. C'est un personnage joyeux, étourdi, insouciant, anticonformiste, souvent naïf. Sa propension à la blague et au canular, qui s'achèvent le plus souvent en catastrophe, lui vaut régulièrement des jours d'arrêts pour avoir enfreint le règlement militaire, ainsi que des frais pour rembourser les dégâts occasionnés. Mais il est par ailleurs un ami fidèle et un patriote dans l'âme, courageux, excellent pilote, prêt à tout risquer pour accomplir une mission ou venir à la rescousse de ses compagnons d'armes ou de civils en danger.
Parmi ses « exploits » on peut citer :
- Dans L'École des Aigles, une arrivée fracassante sur la base de Meknès où Ernest produit un numéro de voltige à la verticale du terrain.
- Dans L'escadrille des Cigognes, l'envoi involontaire d'une de ses chaussures maculée de peinture rouge à la face de son colonel, sur la base de Dijon.
- Dans Danger dans le ciel, un passage du mur du son en rase-motte qui fait voler en éclats toutes les vitres des environs de la Base aérienne 110 de Creil.

Son éternelle bonne humeur fait de lui le personnage idéal pour bizuter les nouveaux arrivants sur la base, même si ses blagues se retournent régulièrement contre lui.
Il est l'équivalent français de l'Américain texan Sonny Tuckson, dans les Aventures de Buck Danny, qu'il croisera au fil des albums, se faisant même appeler « Mister Letuce Salad » par ce dernier dans l'album Les Anges Bleus. Ils partageront même une aventure commune dans l'album Rencontre de Trois Types où leurs deux personnalités s'affronteront. Dans ce même album, alors que Michel Tanguy évoque les bévues de Laverdure avec Buck Danny, celui-ci lui avouera, « Je sais, j'ai le même avec moi ».
Dans le diptyque des Aventures de Buck Danny, Les Oiseaux Noirs, un clone américain de Laverdure, nommé Red Rudinsky, sera l'équipier de Sonny Tuckson sur SR-71, avec des rapports tout aussi grinçants qu'avec le véritable Laverdure.
On sait qu'il adore le bœuf bourguignon au point de « s'en mettre jusqu'aux yeux », comme il l'avouera lors d'un repas d'accueil d'élèves australiens (L'Escadrille des Cigognes).

## Famille
On ne sait vraiment pas grand-chose de la famille d'Ernest Laverdure. Quelques confidences sont distillées au fil des albums. Dans Canon bleu ne répond plus, on apprend que sa famille est originaire du nord de la France. Dans le même album, il prétend avoir une grand-tante très âgée qui habiterait Marseille, mais c'est un mensonge pour se débarrasser de Tanguy le temps d'une soirée. Dans L’Escadrille des Cigognes, on apprend que son père était coureur cycliste et qu'il a gagné un jour de 1924 la course Bayonne-Carpentras.
Sa passion des voitures hors-normes lui aurait été transmise par un certain oncle Hector, qui a consacré près de 40 ans de sa vie à construire un bolide que Laverdure va s'empresser de transformer en tas de ferraille.

## Conquêtes féminines
Ernest Laverdure est un véritable coureur de jupons. En dépit d'un charme naturel "discutable", il accumule de nombreuses conquêtes féminines, si bien que, dans l'album La Mystérieuse Escadre Delta, près d'une dizaine d'entre-elles se bousculent à l'entrée de la base en vue de lui offrir un gâteau d'anniversaire. Ces gâteaux seront d'ailleurs tous utilisés en tant que projectiles lors d'une crise de jalousie d'une de ses conquêtes.
Dans les albums Cap Zéro et Canon Bleu ne répond plus, qui emmèneront Ernest et son « Mirage » IIIE au Groenland, il fera connaissance d'une certaine Gina qui se révèlera être une espionne. Son souci de rassurer sa dulcinée pendant sa mission, en lui indiquant ses lieux de passage ainsi que ses horaires, provoquera une situation dramatique qui manquera de lui coûter la vie.

## Voitures
Ernest Laverdure adore les voitures sortant du commun, aux carrosseries criardes et tape-à-l'œil, qu'il pilote avec une désinvolture qui débouche la plupart du temps sur des catastrophes. Il possède notamment une Renault 4 (SINPAR 4X4) bariolée, affublée d'une gueule de requin peinte, équipée de pare-chocs tubulaires, d'une caméra sur le capot, d'une ogive sortant de la calandre, d'une antenne de télévision, son immatriculation est  9772 QJ 75. Un gag récurrent dans les premiers albums est celui des militaires en uniforme impeccable, roulant à bord d'une jeep décapotable, qui se font régulièrement asperger de boue à cause de facéties de Laverdure au volant. Dans l'album Canon Bleu ne répond plus il défonce le mur du bureau de son colonel après avoir installé des freins « de son invention » sur son bolide. Dans Mission spéciale, il atterrit au beau milieu d'une pièce d'eau chez le soi-disant père d'une de ses amies.

## Carrièremilitaire
Tout au long de la série, on voit Laverdure monter en grade. Ainsi, on le voit sous-lieutenant dans L'École des Aigles, pour finir capitaine à partir de l'album Lieutenant Double-Bang (où Ernest, fier de ses nouveaux galons, arbore des insignes de grade d'une taille fort peu réglementaire).
Lors d'une de ses missions en Bosnie, Ernest Laverdure est prisonnier des Serbes.